# Homem de Arlington Springs
O Homem de Arlington Springs é um conjunto de restos humanos do Pleistoceno Superior descoberto na Ilha de Santa Rosa, uma das Ilhas do Canal localizada na costa do sul da Califórnia. O sítio arqueológico de Arlington Springs é protegido dentro do Parque Nacional das Ilhas do Canal do norte e no Condado de Santa Bárbara.

## História
Em 1959–1960, dois fêmures foram escavados por Phil C. Orr, curador de antropologia e paleontologia do Museu de História Natural de Santa Bárbara, em Arlington Springs, na Ilha de Santa Rosa. Orr acreditava que os restos mortais eram de um homem de 10.000 anos e os apelidou de "Homem de Arlington Springs".
O Homem de Arlington Springs foi posteriormente reexaminado em 1989 pelos sucessores de Orr no museu, Dr. John R. Johnson e Don Morris. Os dois chegaram à avaliação inicial de que o Homem de Arlington Springs era na verdade a "Mulher de Arlington Springs". A datação por radiocarbono determinou que os restos datavam de 13.000 anos, tornando os restos mortais potencialmente o mais antigo esqueleto humano conhecido na América do Norte. O termo "Mulher de Arlington Springs" foi usado naquela época para se referir a esses restos mortais.
Após um estudo mais aprofundado, Johnson reverteu sua avaliação de gênero em 2006, concluindo que os restos mortais eram mais provavelmente de um homem, e o nome "Homem de Arlington Springs" era novamente o nome mais apropriado.

### Geologia
O Paleamericano Arlington Springs Man viveu na ilha de Santa Rosae da época do Pleistoceno. Durante a última era glacial, as quatro ilhas do Canal ao norte foram mantidas juntas como a única megailha de Santa Rosae.
O tempo estava muito mais fresco e o nível do mar estava em 46 metros menor do que atualmente. Sua presença em uma ilha em uma data tão antiga demonstra que os primeiros Paleoamericanos tinham embarcações capazes de cruzar o Canal de Santa Bárbara, e também dá crédito a uma teoria de "migração costeira" para o povoamento das Américas, usando barcos para viajar para o sul de Sibéria e Alasca.